# Дивача
Дивача (словен. Divača) је градић и управно средиште истоимене општине Дивача, која припада Обално-Крашкој регији у Републици Словенији.
По попису становништва из 2011. године, насеље Дивача имало је 1.357 становника.